# Chittagong (divisie)
Chittagong is een divisie (bibhag) van Bangladesh.

## Bestuurlijke indeling
Khulna is onderverdeeld in 11 zila (districten), 102 upazila/thana (subdistricten), 923 unions, 14967 dorpen en 38 gemeenten.

### Districten
De divisie is onderverdeeld in districten (zila):
- Bandarban, Brahmanbaria, Chandpur, Chittagong, Comilla, Cox's Bazar, Feni, Khagrachari, Lakshmipur, Noakhali en Rangamati

Khagrachari, Rangamati en Bandarban vormen samen de regio Chittagong Hill Tracts.